# 정치국 (기업인)
정치국(丁致國, 1865년 7월 7일 ~ 1924년 10월)은 대한제국과 일제강점기의 기업인이다.

## 생애
부산 출생으로 젊은 시절 인천으로 이주했다. 객주업에 종사하여 상업적으로 성공했다.
1895년 인천에 한반도 최초의 근대 극장으로 여겨지는 협률사(協律舍)를 세웠다. 인천의 협률사는 7년 뒤인 1902년 개장한 한국 최초의 국립극장으로 여겨지는 서울 정동의 협률사(協律社)와는 다른 곳이다. 처음에는 단층 창고형 건물로 개관했으며 나중에 축항사(築港舍)를 거쳐 지금의 애관극장이 되었다.
1898년 대한협동기선회사를 설립하는 등 인천항을 근거 삼아 운수 분야의 기업인으로 활동하던 중, 1900년 이완용의 형이며 세력가이던 이윤용과 함께 해운회사 대한협동우선회사를 설립하고 총무장 겸 인천 지점장이 되었다.
1904년 러일 전쟁이 발발했을 때 대한협동우선회사는 일본군 편에서 군수물자와 군인 수송에 참여했다. 러일 전쟁이 일본의 승리로 끝나면서 일본군을 도운 정치국은 공로를 인정받았다. 일본제국 육군은 상여금으로 30엔을 하사했고, 일본 정부로부터 훈6등 서보장의 훈장도 받았다.
1906년 인천항 미곡 거래를 담당하는 근업사를 창립해 사장을 맡고, 1908년에는 인천 조선인상업회의소의 회두가 되는 등 인천 지역을 대표하는 사업가로 다양한 경력을 쌓았다. 한일 병합 조약 체결 후에는 인천부 참사, 경기도 도평의회원, 경기도 지방토지조사위원회 임시위원을 맡는 등 조선총독부의 식민지 지배 정책에 적극 협조하는 지역 유지로 활동했다. 1919년부터는 인천금융조합장을 역임하기도 했다.
운수와 위생, 교육 분야에 공로가 있다며 여러차례 표창장을 비롯한 상훈을 받았다. 1924년 사망했을 때는 유산을 둘러싸고 집안 분쟁이 일어나 그 내용이 언론에 보도될 만큼 막대한 재산을 모았다.
2006년 친일반민족행위진상규명위원회에서 발표한 친일반민족행위 106인 명단에 포함되었다. 2008년 발표된 민족문제연구소의 친일인명사전 수록예정자 명단에도 선정되었지만 보류되었다.

## 참고자료
- 친일반민족행위진상규명위원회 (2006년 12월). 〈정치국〉 (PDF). 《2006년도 조사보고서 II - 친일반민족행위결정이유서》. 서울. 596~603쪽쪽. 발간등록번호 11-1560010-0000002-10. [깨진 링크(과거 내용 찾기)]
- 김윤식 (2005년 5월 1일). “영남 출신 부호 정치국” (PDF). 인참비즈니스뉴스. 35~36면. 2016년 3월 4일에 원본 문서 (PDF)에서 보존된 문서. 2007년 11월 27일에 확인함.